# Septembre 1878

## Événements
- 1er septembre : le chef kanak Ataï est tué par un traitre lors d'un combat à Fonimoulou. La révolte continue.

- 3 septembre (Royaume-Uni) : naufrage du paquebot Princess Alice, sur la Tamise à la suite d'une collision avec le charbonnier Bywell Castel. 640 victimes.

- 17 septembre, Canada : victoire des conservateurs aux législatives. Les difficultés économiques, aggravées par la dénonciation à Washington du traité de réciprocité américano-canadien, ont mis fin à l’expérience des libéraux de Alexander Mackenzie. Emmenés par Macdonald, les conservateurs ont été appuyés par les nationalistes de « Canada Forst ».

- 22 septembre : les troupes françaises, conduites par le lieutenant-colonel Reybaud, fortes de 585 hommes, équipées de 4 canons et 80 chevaux affrontent pendant plusieurs heures les troupes du roi Niamodi Sissoko du Royaume de Logo à Sabouciré (actuellement commune de Logo) sa capitale, située sur la rive gauche du fleuve Sénégal à 25 km de Kayes. Après cinq heures de combat, les Français dominent militairement et gagnent la bataille qui fait 13 morts et 51 blessés chez les Français et 150 morts chez les Khassonkés, dont le roi Niamodi Sissoko[1]. Cette bataille marque le premier acte de résistance contre la pénétration coloniale française sur le territoire de l'actuel Mali.

## Naissances
- 18 septembre : William Sherring, athlète

## Décès
- 17 septembre : Antoine de Tounens, aventurier français, éphémère roi de Patagonie (° 12 mai 1825).
- 22 septembre : Richard Griffith, géologue irlandais.